# Admontit
Admontit là một khoáng vật borat magie với công thức hóa học MgB6O10·7H2O. Nó được đặt theo tên Admont, Úc. Khoáng vật này có độ cứng 2 đến 3.